# Elizabeth Ruth Bennett
Elizabeth Ruth Bennett (* 9. Oktober 1880 in Shawnee on Delaware, Pennsylvania; † 15. Oktober 1972 in Ann Arbor, Michigan) war eine  US-amerikanische Mathematikerin und Hochschullehrerin. Sie promovierte 1910 als erste Frau an der University of Illinois in Mathematik. 

## Leben und Werk
Elizabeth Ruth Bennett wurde 1880 in Shawnee geboren und erhielt 1903 an der Ohio University in Athens ihren Abschluss. Von 1907 bis 1908 erhielt sie ein Stipendium für Mathematik an der University of Illinois und von 1908 bis 1910 ein Fellowship. Sie erhielt dort 1908 ihren Master-Abschluss und promovierte 1910 bei George Abram Miller mit der Dissertation: Primitive Groups with a Determination of the Primitive Groups of Degree 20. Die Arbeit wurde später im American Journal of Mathematics, Band 34, Nr. 1, S. 1–20 veröffentlicht. Anschließend unterrichtete sie an der University of Nebraska, wo sie als Dozentin in der Mathematikabteilung tätig war.
Sie heiratete John Grennan, einen Professor in der Abteilung Maschinenbau. Von 1918 bis 1921 unterrichtete sie an der University of Illinois. Sie zog dann nach Ann Arbor, Michigan, wo ihr Ehemann an der University of Michigan lehrte. Das Elizabeth R. Bennett-Stipendium für Mathematik wurde 1974 an der Universität von Illinois durch ein Vermächtnis von Elizabeth Bennett ins Leben gerufen.

## Veröffentlichungen
- Factoring in a Domain of Rationality. In: The American Mathematical Monthly. Band 15, Nr. 12, 1908, S. 222–226, JSTOR:2969818.
- Periodic Decimal Fractions. In: The American Mathematical Monthly. Band 16, Nr. 5, 1909, S. 79–82, JSTOR:2968439.
- Primitive Groups with a Determination of the Primitive Groups of Degree 20. In: American Journal of Mathematics. Band 34, Nr. 1, 1912, S. 1–20, JSTOR:2370108, (Nachdruck: Forgotten Books, London 2017, ISBN 978-1-5285-2358-5).
- Simply Transitive Primitive Groups Whose Maximal Subgroup Contains a Transitive Constituent of Order p² or pq, or a Transitive Constituent of Degree 5. In: American Journal of Mathematics. Band 36, Nr. 2, 1914, S. 134–136, JSTOR:2370235.